# Gabriele Sima
Gabriele Sima (* 25. Februar 1955 in Innsbruck; † 27. April 2016 in Wien) war eine österreichische Opernsängerin. Sie trat sowohl in Sopran- als auch in Mezzosopran-Rollen auf.

## Leben
Gabriele Simas aktive internationale Karriere begann 1979. Sie wurde bekannt durch ihre Auftritte bei den Salzburger Festspielen, an der Wiener Staatsoper und am Opernhaus Zürich. Ab der Saison 1982/83 war sie Ensemblemitglied der Wiener Staatsoper, wo sie insgesamt 53 Rollen in 599 Vorstellungen verkörperte. 1996 wurde sie mit dem Berufstitel Österreichische Kammersängerin ausgezeichnet.

## Aufnahmen
- 1982: Die verkaufte Braut (Video)
- 1984: Der Rosenkavalier (Video)
- 1985: Faust (Video)
- 1988: Il viaggio a Reims (Video)
- 1989: Elektra (Video)
- 1991: Le nozze di Figaro (Video)